# Bulbophyllum pygmaeum
Bulbophyllum pygmaeum är en orkidéart som först beskrevs av James Edward Smith, och fick sitt nu gällande namn av John Lindley. Bulbophyllum pygmaeum ingår i släktet Bulbophyllum och familjen orkidéer. Inga underarter finns listade i Catalogue of Life.

## Bildgalleri

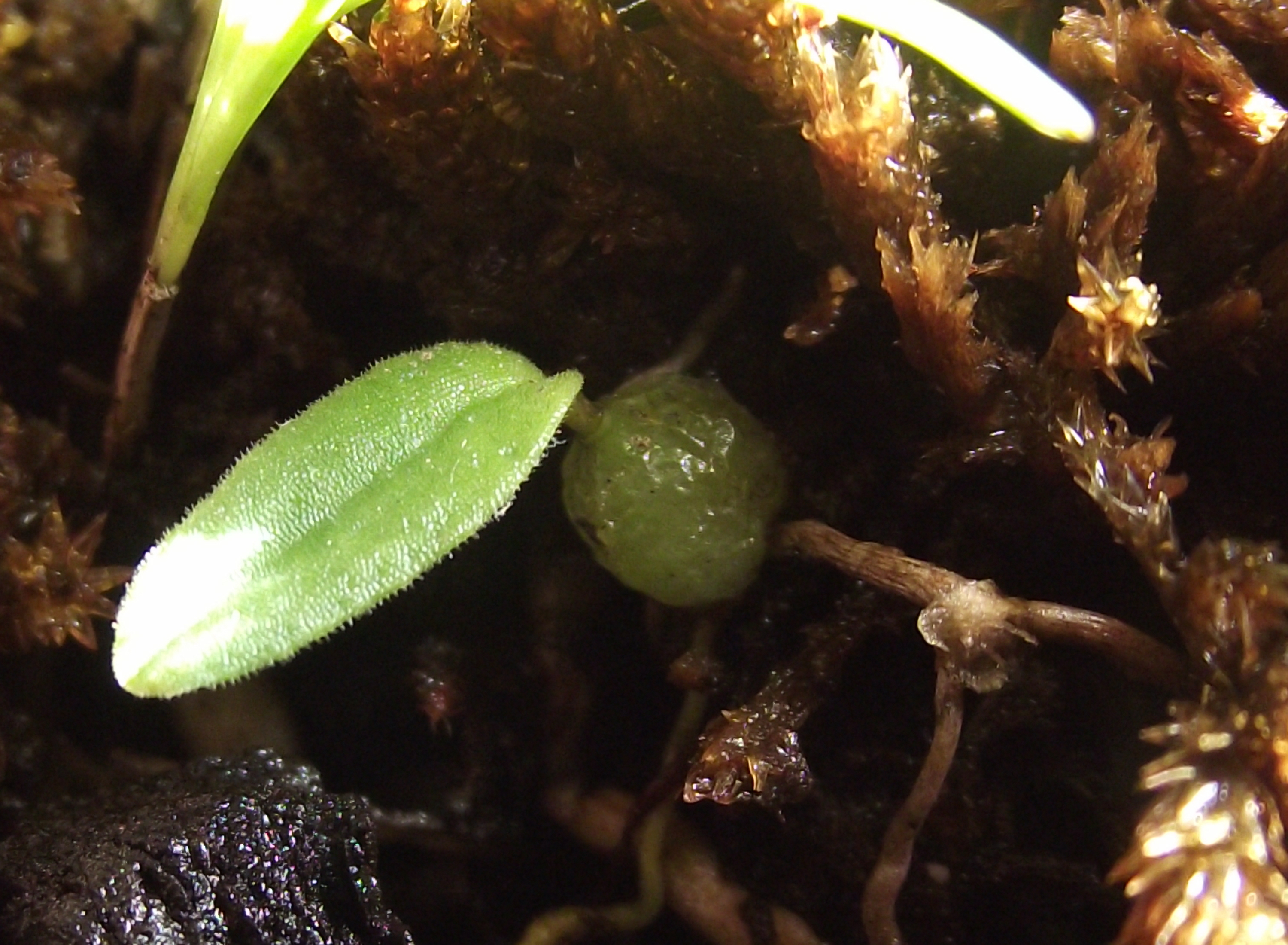